# Vagues climàtiques del setembre de 2019

Protesta els números d'assistents el 20 de setembre, per país.
1,000,000+

Les vagues climàtiques del setembre del 2019, també coneguda com la Setmana Global del Futur, són una sèrie de vagues internacionals i protestes per demanar mesures per fer front al canvi climàtic a causa de l'escalfament global. Les dates clau de les vagues inclouen el 20 de setembre, tres dies abans de la cimera del clima de les Nacions Unides, i el 27 de setembre, juntament amb la setmana completa del 20 al 27 de setembre proposada per a una vaga general climàtica mundial anomenada Vaga de la Terra. Les protestes s'estan duent a terme a 4.500 llocs de 150 països. L'esdeveniment forma part de la vaga escolar del moviment climàtic, inspirat en l'activista sueca Greta Thunberg.
Les protestes del 20 de setembre van ser probablement les més importants vagues climàtiques de la història mundial. Els organitzadors van informar que més de 4 milions de persones van participar en vagues a tot el món, incloent 1,4 milions de participants en vagues alemanyes. Aproximadament 300.000 manifestants van participar en vagues a Austràlia, altres 300.000 persones es van unir a les protestes del Regne Unit i els manifestants Nova York foren aproximadament 250.000 Més de 2.000 científics de 40 països es van comprometre a donar suport a les vagues.